# Szamocin (gmina)
Szamocin – gmina miejsko-wiejska w województwie wielkopolskim, w powiecie chodzieskim. W latach 1975–1998 gmina położona była w województwie pilskim.
Siedziba gminy to Szamocin.
Według danych z 30 czerwca 2004 gminę zamieszkiwało 7248 osób.

## Struktura powierzchni
Według danych z roku 2002 gmina Szamocin ma obszar 125,46 km², w tym:
- użytki rolne: 64%
- użytki leśne: 20%

Gmina stanowi 18,43% powierzchni powiatu.

## Demografia

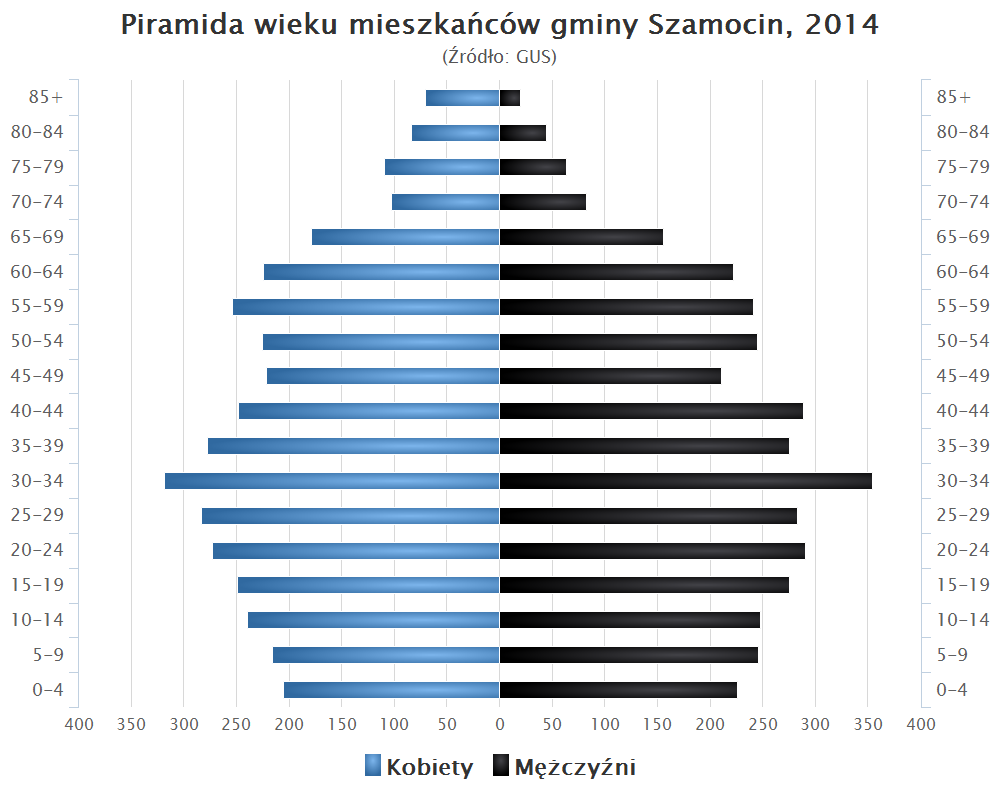
Piramida wieku mieszkańców gminy Szamocin w 2014 roku

Dane z 30 czerwca 2004:
| Opis                              | Ogółem | Ogółem | Kobiety | Kobiety | Mężczyźni | Mężczyźni |
| --------------------------------- | ------ | ------ | ------- | ------- | --------- | --------- |
| jednostka                         | osób   | %      | osób    | %       | osób      | %         |
| populacja                         | 7248   | 100    | 3639    | 50,2    | 3609      | 49,8      |
| gęstość zaludnienia (mieszk./km²) | 57,8   | 57,8   | 29      | 29      | 28,8      | 28,8      |

## Sołectwa
Atanazyn, Borowo, Heliodorowo, Laskowo, Lipa, Lipia Góra, Nałęcza, Nowy Dwór, Raczyn, Swoboda, Szamoty.

## Pozostałe miejscowości
Borówki, Jaktorowo, Jaktorówko, Józefowice, Józefy, Kosarzyn, Leśniczówka, Mielimąka, Nadolnik, Piłka, Sokolec, Strzelczyki, Śluza Krostkowo, Weśrednik.

## Geografia
Na terenie gminy znajduje się 9 jezior:
- Białe Jezioro
- Jezioro Borowskie
- Jezioro Jaktorowskie
- Karpówka
- Jezioro Laskowskie Małe
- Jezioro Laskowskie Wielkie
- Pustkowie
- Siekiera
- Jezioro Święte

## Sąsiednie gminy
Białośliwie, Chodzież, Gołańcz, Margonin, Miasteczko Krajeńskie, Wyrzysk

## Miasta partnerskie
- Grasberg Niemcy